# David M. Walsh
David Martin Walsh (* 23. Juli 1931 in Cumberland, Maryland) ist ein US-amerikanischer Kameramann, einer der führenden Bildgestalter beim Hollywood-Unterhaltungskino der 1970er und 1980er Jahre.

## Leben und Wirken
David M. Walsh hatte bis 1955 in der US-Armee gedient und knüpfte im selben Jahr über einen Freund Kontakt zu den Walt-Disney-Studios. Dort wurde er als Kameralehrling eingestellt und half bis 1960 bei der Fotografie der Zeichnungen einiger Disney-Klassiker, von Susi und Strolch bis Pongo und Perdita. Am gleichen Ort lernte Walsh den erfahrenen und angesehenen Spielfilmkameramann Lucien Ballard kennen, der ihn 1960 zu seinem Assistenten bei der Disney-Produktion Die Vermählung ihrer Eltern geben bekannt machte. Walsh blieb bis Ende der 1960er Jahre an der Seite Ballards und arbeitete ihm bei so zentralen Filmproduktionen wie Sacramento, Die vier Söhne der Katie Elder, Der Verwegene und Die fünf Geächteten zu. 1967 wechselte Walsh zu dem Chefkameramann William A. Fraker, einem zentralen Vertreter des New Hollywood-Kinos, und fotografierte als einfacher Kameramann unter dessen Leitung die beiden Kassenhits Rosemaries Baby und Bullitt sowie das Musical Westwärts zieht der Wind.
Anschließend verpflichtete Fraker ihn zu seinem Chefkameramann, als Walsh-Lehrer Fraker mit dem Western Monte Walsh 1969 sein Regiedebüt gab. Von Anbeginn war Walsh an A-Produktionen beteiligt, die einen repräsentativen Querschnitt vom klassischen Unterhaltungsmainstream im Hollywood der 1970er und 1980er Jahre darstellen. Seine Fotografie gilt als hoch professionell und ganz im Dienste der Geschichte und ihrer Stars stehend, künstlerisch jedoch nur wenig ambitioniert. Walsh fotografierte sowohl rasante Thriller (Massenmord in San Francisco, Achterbahn, Trans-Amerika-Express) als auch kammerspielartige Boulevard-Komödien (Der Untermieter, Das zweite Kapitel, Hausbesuche). Darüber hinaus war David Walsh auch an zwei Woody-Allen-Frühwerken (Der Schläfer und Was Sie schon immer über Sex wissen wollten, aber bisher nicht zu fragen wagten) beteiligt.
Seit den späten 1980er Jahren konnte er nur noch selten Aufträge als Chefkameramann erhalten, meist war er jetzt nur noch als Kameramann von zusätzlichen Aufnahmen beteiligt, so zum Beispiel 1989 bei Stella, im Jahr darauf bei F/X 2 – Die tödliche Illusion und 1991 bei Was ist mit Bob?. Walsh hat auch mehrfach für das Fernsehen gearbeitet, für seinen 1975 ausgestrahlten Film ‘Queen of the Stardust Ballroom’ wurde er mit einem Emmy Award ausgezeichnet. In den 1990er Jahren verdiente er sich seinen Lebensunterhalt vor allem als Kameramann von Fernsehwerbung.

## Filmografie (Auswahl)
- 1970: Monte Walsh
- 1970: Der Sheriff (I Walk the Line)
- 1971: Evel Knievel
- 1971: Rivalen des Todes (A Gunfight)
- 1971: Plötzlich allein (Suddenly Single)
- 1972: Corky
- 1972: Was Sie schon immer über Sex wissen wollten, aber bisher nicht zu fragen wagten (Everything You Always Wanted to Know About Sex* (*But Were Afraid to Ask))
- 1973: Ace Eli & Rodger of the Skies
- 1973: Ein Fall für Cleopatra Jones (Cleopatra Jones)
- 1973: Der Schläfer (Sleeper)
- 1973: Massenmord in San Francisco (The Laughing Policeman)
- 1974: Born Innocent (Fernsehfilm)
- 1974: The Crazy World of Julius Vrooder
- 1975: Die Ballkönigin (Queen of the Stardust Ballroom, Fernsehfilm)
- 1975: Die Kehrseite der Medaille (The Other Side of the Mountain)
- 1975: Cash – Die unaufhaltsame Karriere des Gefreiten Arsch (Whiffs)
- 1975: Die Sunny Boys
- 1976: W. C. Fields and Me
- 1976: Eine Leiche zum Dessert (Murder by Death)
- 1976: Die Frau des Jahres (Woman of the Year, Fernsehfilm)
- 1976: Mord auf offener Straße (Street Killing, Fernsehfilm)
- 1976: Trans-Amerika-Express (Silver Streak)
- 1977: Scott Joplin
- 1977: Achterbahn (Rollercoaster)
- 1977: Der Untermieter (The Goodbye Girl)
- 1978: Hausbesuche (House Calls)
- 1978: Eine ganz krumme Tour (Foul Play)
- 1978: Das verrückte California-Hotel (California Suite)
- 1979: Zwei in Teufels Küche (The In-Laws)
- 1979: Nur du und ich (Just You and Me, Kid)
- 1979: Das zweite Kapitel (Chapter Two)
- 1980: Ein wahrer Held (Hero at Large)
- 1980: Schütze Benjamin (Private Benjamin)
- 1980: Fast wie in alten Zeiten (Seems Like Old Times)
- 1981: Mrs. Hines und Tochter (Only When I Laugh)
- 1982: Liebe mit doppeltem Boden (Making Love)
- 1982: Eigentlich wollte ich zum Film (I Ought to Be in Pictures)
- 1983: Max Dugans Moneten (Max Dugan Returns)
- 1983: Jason, die Flasche (Romantic Comedy)
- 1984: Bitte nicht heute nacht! (Unfaithfully Yours)
- 1984: Country
- 1984: Die Aufsässigen (Teachers)
- 1984: Johnny G. – Gangster wider Willen (Johnny Dangerously)
- 1985: Future Project – Die 4. Dimension (My Science Project)
- 1987: Nichts als Ärger mit dem Typ (Outrageous Fortune)
- 1987: Summer School
- 1987: Fatal Beauty
- 1990: Filofax – Ich bin du und du bist nichts (Taking Care of Business)
- 1992: Drei lahme Enten (Brain Donors)
- 1994: Terror in the Night (Fernsehfilm)
- 1996: Carpool
- 2004: When We Were Grownups (Fernsehfilm)